# Skånelänga

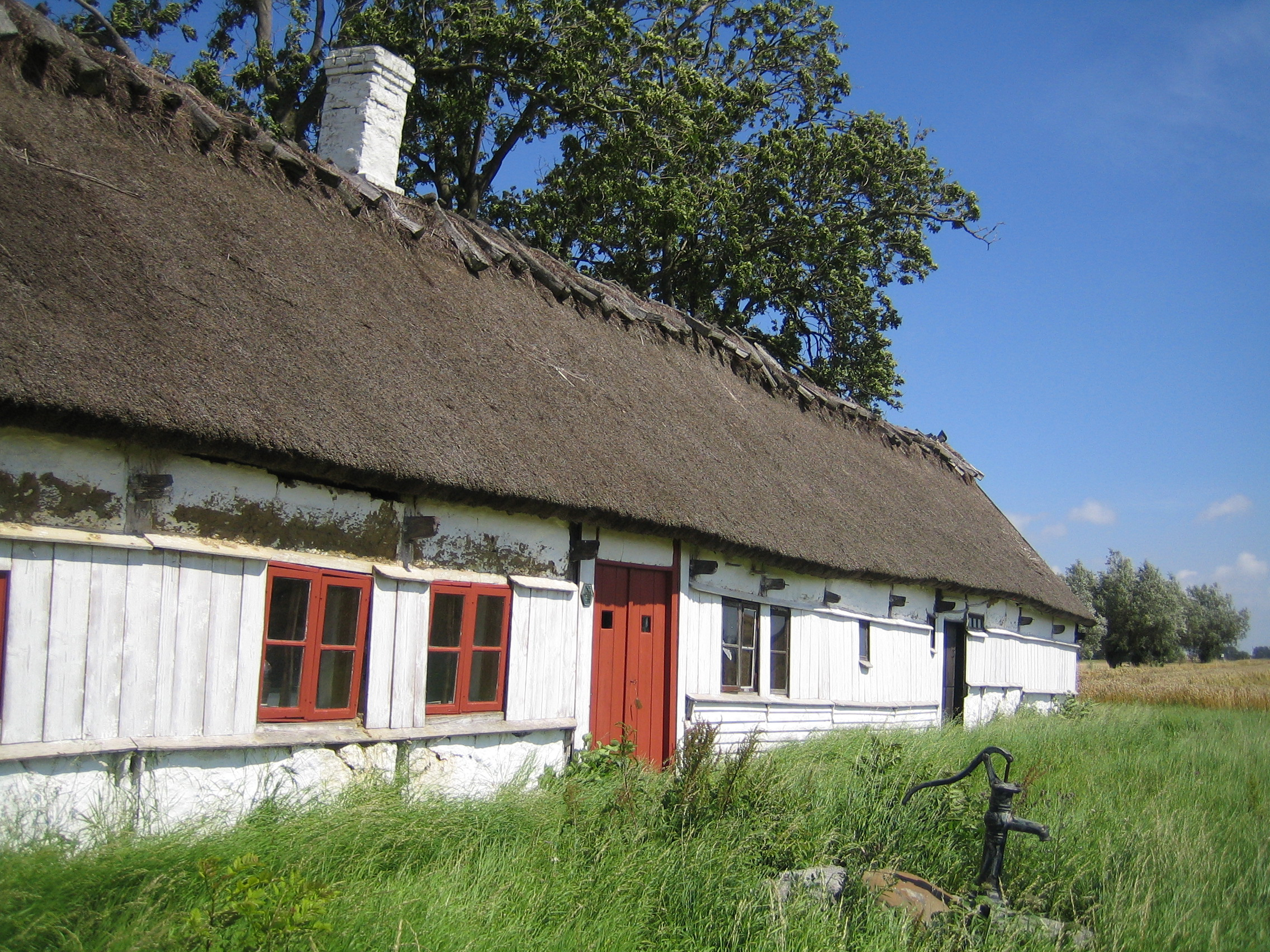
Örumshuset nära Ystad är en skånelänga.

Skånelänga är en skånsk bostadstyp som kännetecknas av särskilda arkitektoniska drag och proportioner. Bland dessa är grunden, stommen, takvinkeln och byggnadens storlek. Senare har det förekommit takkupor på skånelängor, dessa är dock inte definierande för byggnadstypen. Vissa anser att till skånelängor kan räknas endast byggnader uppförda före cirka 1850 av den skånska lantbrukande befolkningen. Det har poängterats att skånelängor förekom även i utkanterna av städer och på annat håll. Andra menar att även senare uppförda byggnader med samma proportioner som äldre skånelängor kan räknas dit. Byggnader som till konstruktionen och historia är lika skånelängan förekommer även i Blekinge, Halland och Danmark.

## Konstruktion
Tidiga skånelängor saknade källare och egentligen också riktig grund. De hade ett golv av stampad lera. Den typ av källare som förekom för förvaring av matvaror är snarast ett litet utgrävt utrymme under en liten del av ett rum, oberoende av längans konstruktion. Inpå 1800-talet anlades skånelängor med ett golv bestående av träplankor och ett underlag av sand. Torpargrund, där golvet är upplyft från marken, förekommer, men också med ett på en grund upplyft bjälklag har man gärna fyllt upp med sand upp till golvbrädornas undersida.
Syllarna i en korsvirkeslänga vilar på en rad stenar eller tegel i syfte att skydda dem från fukt. Ovanpå finns en trästomme, den så kallade timran, av ek eller furu. Denna består av lodräta stolpar med mellanliggande vågräta reglar i stabiliseringssyfte. Även snedsträvor kan förekomma.
Takvinkeln är mellan 45 och 55 grader, något som gör att vatten lätt kan rinna av. Som taktäckning förekom tidigare nästan uteslutande halmtak. På senare tider har andra material, såsom asbestcement, papp, plåt och tegel, förekommit. Vissa av dessa material väger mer än halm och kan därmed kräva kraftigare takstolar. Kraftigare takstolar möjliggör också inbyggnaden av takkupor. Dessa har blivit vanligare sedan andra världskriget. För många och stora takkupor anses skada byggnadens estetik.
Skånelängans bredd är ofta på mellan 4,8 och 6 meter. Bredden beror på att det var svårt att få tag i längre takbjälkar än så. Husets längd var ofta mellan två och fem gånger dess bredd. Byggnadstypen lämpar sig dock bra för utbyggnad på dess längd.
Väggrummen kunde fyllas med material som lersten, tegel eller med ett nät av ris eller grenar som blev överstruket med lera, en klinevägg. Dessa kunde putsas eller kläs med träpanel. Träpanel är vanligare på byggnader nära havet. Väggrum av tegel lämnades ofta orörda. Synlig timmer blev ofta kalkat, tjärad, målad, bestruket med tjurblod eller putsat.